# Team Paris
Il Team Paris è stato una squadra di football americano di Parigi, in Francia.

## Storia
La squadra nasce dalla fusione - tra il 1993 e il 1996 - di una serie di realtà precedenti:
- gli Anges Bleus de Joinville
- gli Spartacus de Paris (che nel 1990 hanno assorbito i Challengers de Paris);
- i Frelons de Paris (a loro volta frutto di una fusione fra i Crazy-Lions de Paris e i Rangers de Paris).

Come entità unica non ha mai vinto il Casco di Diamante.